# 殺回歸家路
《殺回歸家路》（英語：Redirected）是一部2014年立陶宛和英國合拍的黑幫動作喜劇片，講述四個朋友剛成為強盜不久便被困在東歐，不得不尋找返回家鄉的路。電影由埃米利斯·維萊維斯（Emilis Vėlyvis）執導並與喬納斯·巴尼斯（Jonas Banys）、路易斯·布里特內爾（Lewis Britnell）合作編劇，維尼·瓊斯、史考特·威廉斯、吉爾·達內爾（Gil Darnell）和奧利弗·傑克遜（Oliver Jackson）主演。《殺回歸家路》最先於2014年1月10日立陶宛上映，英國於2014年11月13日上映。

## 演員
- 維尼·瓊斯飾演高登·波爾（Golden Pole）
- 史考特·威廉斯（英语：Scot Williams）飾演麥可（Michael）
- 吉爾·達內爾（Gil Darnell）飾演約翰（John）
- 奧利弗·傑克遜（Oliver Jackson）飾演提姆（Tim）
- 安東尼·斯特拉坎（Anthony Strachan）飾演班（Ben）
- 維陶塔斯·沙普雷諾斯卡斯（英语：Vytautas Šapranauskas）飾演阿爾吉斯（Algis）
- 亞瑟·史莫亞尼諾夫（英语：Artur Smolyaninov）飾演唐修斯（Doncius）
- 明道加斯·帕皮尼吉斯（Mindaugas Papinigis）飾演沃瓦（Vova）

## 外部連結
- 官方网站
- 互联网电影数据库（IMDb）上《殺回歸家路》的资料（英文）
- 爛番茄上《殺回歸家路》的資料（英文）